# Вердиев, Аваз Гашим оглы
Вердиев Аваз Гашим оглы (азерб. Əvəz Həşim oğlu Verdiyev; 1916 — 1 мая 1945) — гвардии старший сержант, командир отделения автоматчиков 55-й гвардейской танковой бригады, 7-го гвардейского танкового корпуса, 3-й гвардейской танковой армии, 1-го Украинского фронта. Герой Советского Союза.

## Биография
Аваз Вердиев родился в 1916 году в посёлке Гушчулар Лачинского района. Его отец Хашим Аббас оглу, женился в селе Магсудлу на Гандаф, дочери Рустама, жителя Гушчулар. Молодая семья переезжает в Баку к близким родственникам, проживающим в селе Бюльбюля. В 3-х летнем возрасте стал сиротой. Вырос в селе Гушчулар Лачинского района. В 20 лет возвратился в Баку, где работал на машиностроительном заводе имени Орджоникидзе и одновременно учился в школе рабочей молодёжи.
В 1939 году был призван в Красную Армию. В том же году получил боевое крещение во время похода в Западную Белоруссию. В 1940 году участвовал в Финской войне. В 1940 году, по окончании действительной военной службы, вернулся в Баку и продолжил работу на заводе.
С началом Великой Отечественной войны был вновь призван в действующую армию и отправлен на фронт. Был ранен в боях под Ростовом-на-Дону. Через несколько месяцев, после госпиталя, вернулся на фронт.
В 1944 году в составе мотострелкового батальона 55-й гвардейской танковой бригады участвовал в боях за освобождение Западной Украины и Польши.
22 июля 1944 года при наступлении в район поселка Куликов гвардии старший сержант Аваз Вердиев в обход вражеских позиций вывел своё отделение в расположение противника. В бою гвардейцы гранатами уничтожили 2 станковых пулемёта и 2 миномёта противника, обеспечили продвижение батальона.
31 июля того же года отделение Аваза Вердиева переправилось через реку Висла в районе города Баранув-Сандомерски (Польша) и захватило рубеж на левом берегу, уничтожив в бою 2 вражеских ручных пулемёта, заняло прочную оборону.
2 августа 1944 года в боях за город Сташув солдаты Вердиева подползли к огневым точкам противника и гранатами уничтожили станковый пулемёт и 3 миномёта врага. На броне танка со своими автоматчиками Вердиев ворвался в город, ещё занятый противником. Вместе с командиром танка водрузил над ратушей красное знамя и, взяв в плен двух гитлеровцев, без потерь вернулся в расположение части.
Указом Президиума Верховного Совета СССР от 23 сентября 1944 года за мужество и отвагу проявленные в боях с немецко-фашистскими захватчиками гвардии старшему сержанту Вердиеву Авазу Гашим оглу присвоено звание Героя Советского Союза с вручением ордена Ленина и медали «Золотая Звезда».
Во время штурма Целендорфа, предместья Берлина, 26 апреля 1945 года гвардии старший сержант Вердиев был тяжело ранен. Скончался 1 мая 1945 года в госпитале. Похоронен в городе Болеславец в Польше.

## Память
На родине в городах Баку и Лачин были установлены бюсты Героя, а на стене дома, где он родился — мемориальная доска.